# Resolução de Montevidéu
Resolução de Montevidéu é a designação comum para a Resolução IV.4.422-4224 aprovada em Montevidéu, no Uruguai, em 10 de dezembro de 1954, pela Conferência Geral da UNESCO. Por esta resolução, a UNESCO passava a apoiar a língua internacional Esperanto, e recomendava ao seu diretor-geral acompanhar a evolução no uso do idioma. 
Como consequência da Resolução de Montevidéu, em 1977, o diretor-geral Amadou-Mahtar M'Bow visitou e fez o discurso de abertura do Congresso Universal de Esperanto em Reykjavik, Islândia, e em 1985, a UNESCO aprovou outra resolução, recomendando que seus estados-membros estimulassem o ensino do Esperanto.
A resolução é considerada o grande marco na história do Esperanto, e foi resultado de longo esforço do diretor da Associação Universal de Esperanto (UEA), o professor Ivo Lapenna, que lançou enorme campanha encaminhando petição à ONU e à UNESCO. 